# Spiele aus Timbuktu
 (février 2024).
Si vous disposez d'ouvrages ou d'articles de référence ou si vous connaissez des sites web de qualité traitant du thème abordé ici, merci de compléter l'article en donnant les références utiles à sa vérifiabilité et en les liant à la section « Notes et références ».
 (février 2024).
Spiele aus Timbuktu est l'ancienne maison d'édition de jeux de société de Michael Schacht, basée à Francfort-sur-le-Main en Allemagne. Fondée en 1999, elle a disparu après 2015.[citation nécessaire]

## Quelques jeux édités
- Crazy Race, 2002, Michael Schacht
- Gods, 2002, Michael Schacht
- Mogul, 2002, Michael Schacht
- Station Manager, 2002, Michael Schacht
- Frankenstein, 2005, Michael Schacht